# Octaviano Juarez-Corro
Octaviano Juarez-Corro, né le 22 décembre 1973 et mort le 22 janvier 2023, est un fugitif américano-mexicain qui a été ajouté à la liste des dix fugitifs les plus recherchés du FBI le 8 septembre 2021. Il est recherché pour les meurtres de Raymundo Munoz-Silva et Julio Diaz-Guillen, qui ont été exécutés par balles à South Shore Park à Milwaukee, dans le Wisconsin, le 29 mai 2006. Trois autres personnes ont été blessées lors de la fusillade. Les autorités pensent qu'il se cache au Mexique, mais il a également des liens avec le Wisconsin et la Californie. Octaviano Juarez-Corro était le 525e fugitif à figurer sur la liste des dix fugitifs les plus recherchés du FBI. Le FBI offre une récompense pouvant aller jusqu'à 100 000 $ pour les informations menant à sa capture.
Il a été arrêté à Zapopan au Mexique le 3 février 2022.

## Meurtres
Le 29 mai 2006, Memorial Day aux États-Unis, l'ex-femme et la fille d'Octaviano Juarez-Corro sont arrivées à un pique-nique au South Shore Park à Milwaukee. Octaviano Juarez-Corro, qui n'a pas été invité, a demandé à voir sa fille, mais sa femme lui a dit qu'il n'était pas autorisé à la voir. Il est devenu agité et a sorti une arme de poing. Il aurait braqué quatre personnes, et leur aurait tiré dessus en les exécutant. Il a tué le petit ami de sa femme, ainsi qu'un passant qui participait au pique-nique,.